# Ворошилово (Саратовская область)
Ворошилово — село в Краснокутском районе Саратовской области России, в составе Интернационального сельского поселения.
Население - 10 (2010)

## История
Основано поселенцами-меннонитами в 1872 году как колония Остенфельд. Наименование получила по фамилии главного судьи Саратовской Конторы иностранных поселенцев Г.А. Остен-Сакена. Колония относилась к Малышинской волости Новоузенского уезда Самарской губернии. В 1915 году переименована в село Горки. В селе имелась церковно-приходская школа (закрыта в 1915 году). В период существования АССР немцев Поволжья село последовательно входило в состав Куккуского (Вольского), Зельманского (с 1927 года) и Лизандергейского (с 1935 года) кантонов. В 1924 году организовано Остенфельдское потребительское общество. По состоянию на 1926 год село относилось к Кёппентальскому сельсовету имелась начальная школа
28 августа 1941 года был издан Указ Президиума ВС СССР о переселении немцев, проживающих в районах Поволжья. Немецкое население было депортировано. После ликвидации АССР немцев Поволжья село Орлов, как и другие населённые пункты Лизандергейского кантона было передано Саратовской области (включено в состав Безымянского района). Впоследствии передано в состав Краснокутского района.

## Население
Динамика численности населения по годам:
| 1926 | 1987 | 2002 |
| ---- | ---- | ---- |
| 295  | ≈40  | 12   |

| 2010 |
| ---- |
| 10   |

Национальный состав
Согласно результатам переписи 2002 года большинство населения составляли чеченцы (92 %).